# Chathamgrasvogel
De chathamgrasvogel (Poodytes rufescens synoniemen: Megalurus rufescens en Bowdleria rufescens) is een uitgestorven zangvogel uit de familie Locustellidae.

## Verspreiding en leefgebied
Deze soort was endemisch op de Chathameilanden, een tot Nieuw-Zeeland behorende eilandgroep.

## Ontdekking en uitroeiing
Het eerste exemplaar was door natuuronderzoeker Charles Traill ontdekt in 1868 op Mangere Island. Een jaar later werd hij officieel als nieuw ontdekte soort beschreven door Walter Buller. De soort kwam toen vrij algemeen voor op Mangere Island maar slechts sporadisch op het grotere nabijgelegen Pitt Island.
De oorzaken van het uitsterven zijn waarschijnlijk een combinatie van habitatverlies (branden, overbegrazing door konijnen en geiten) en predatie door ratten en katten die zijn geïmporteerd. Het laatste exemplaar werd in 1895, nog geen 30 jaar na de ontdekking, doodgeschoten ten behoeve van de vogelverzameling van Lionel Walter Rothschild. In 1900 werd de soort officieel uitgestorven verklaard.
Opgezette exemplaren zijn nog te zien in verschillende musea verspreid over de hele wereld.